# The Haw-Hawed Couple
The Haw-Hawed Couple, llamado La Pareja ja, ja en España y Extraña pareja en Hispanoamérica, es el octavo episodio de la decimoctava temporada de la serie de televisión de dibujos animados Los Simpson. Se emitió por primera vez el 10 de diciembre de 2006 en Estados Unidos, el 8 de julio del 2007 en Hispanoamérica y el 27 de julio de 2008 en España. El episodio fue escrito por Matt Selman y dirigido por Chris Clements. En este episodio, Nelson comienza a apegarse a Bart luego de que este fuese el único que viniera a su cumpleaños, mientras que Homer toma interés en los libros de fantasía de Lisa.

## Sinopsis
Todo comienza cuando Marge y Homer están en su habitación y ponen una grabación de ellos dos peleando para que Bart y Lisa no entren en el cuarto, y puedan tener relaciones sexuales. Cuando, sin querer, la grabación se golpea, la cinta comienza a emitir la canción A Horse with No Name, por lo que Bart y Lisa deciden entrar, encontrando a sus padres desnudos. 
Bart queda traumatizado y se lo cuenta a Milhouse, pero es interrumpido por Nelson, que además de quitarles el dinero del almuerzo los invita a au fiesta de cumpleaños (aunque más que invitarlos, los obliga), a pesar de que Bart convence a todos sus amigos de no ir a la fiesta de cumpleaños de Nelson, Marge lo obliga a ir. Después de la fiesta, Bart se convierte en el nuevo mejor amigo de Nelson y, bajo su protección, Bart ya no sufre palizas de nadie. Solo había una desventaja para Bart sobre su nuevo amigo y guardaespaldas: ya no podía ser amigo de Milhouse, ya que Nelson nunca antes había tenido un mejor amigo y era sobreprotector y celoso. 
Un día, Nelson descubre que Bart había estado jugando con Milhouse, lo cual trae como consecuencia que ya no lo considere un amigo. Sin embargo, decide perdonar a Bart, aunque éste le dice que está un poco loco. Unos días más tarde, durante un viaje escolar, Nelson se enfrenta a Bart en una cueva, diciéndole que era un mal amigo. Repentinamente, una gran marea alta de agua entra en la cueva y Nelson salva a Bart. Luego, Bart se va a su casa y recuerda los buenos momentos que había pasado con Nelson, mientras abrazaba uno de los chalecos del niño (parodia de la última escena de Brokeback Mountain), que le había regalado en una ocasión. Nelson pasa en bicicleta por la casa de Bart y le grita: "¡Ja, ja! ¡Toqué tu corazón!" 
Mientras tanto, Homer comienza a leer los libros de fantasía de Lisa y uno le interesa particularmente: "Angelica Button" parodia del sexto libro de Harry Potter. Homer lee todo el libro y descubre que uno de los personajes, Headmaster Greystash (Bandagris en Latinoamérica), es asesinado mientras trata de salvar a Angélica del reloj de arena. Luego de oír que si le narraba a Lisa que Greystash había muerto acabaría con la infancia de la niña, Homer se vuelve incapaz de decirle la verdad e inventa un final feliz diciendo que Greystash había vencido al malvado hechicero, Angelica había logrado salir de su cautiverio y ambos se habían ido de la fortaleza del hechicero en un auto deportivo, el cual se convierte en un castillo. Pronto, Lisa lee el verdadero final del libro y decide que el de Homer era mejor.